# Makau na Letnich Igrzyskach Paraolimpijskich 2008
Makau na Letnich Igrzyskach Paraolimpijskich w Pekinie reprezentowało 2 zawodników.

## Kadra

### Lekkoatletyka
- Kuong Sio-leng

### Pływanie
- Ao Loi-si